# Leopold von Buch (Geologe)

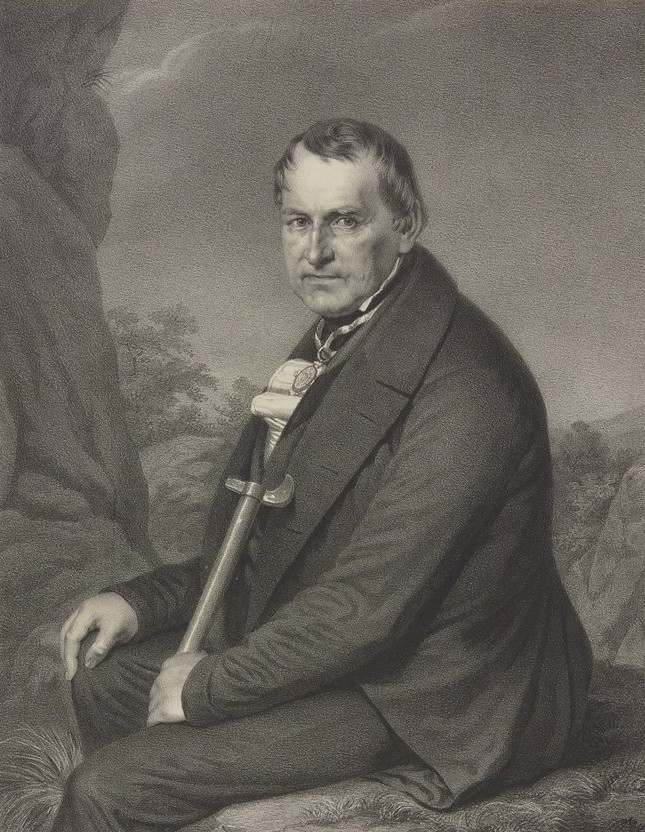
Leopold von Buch

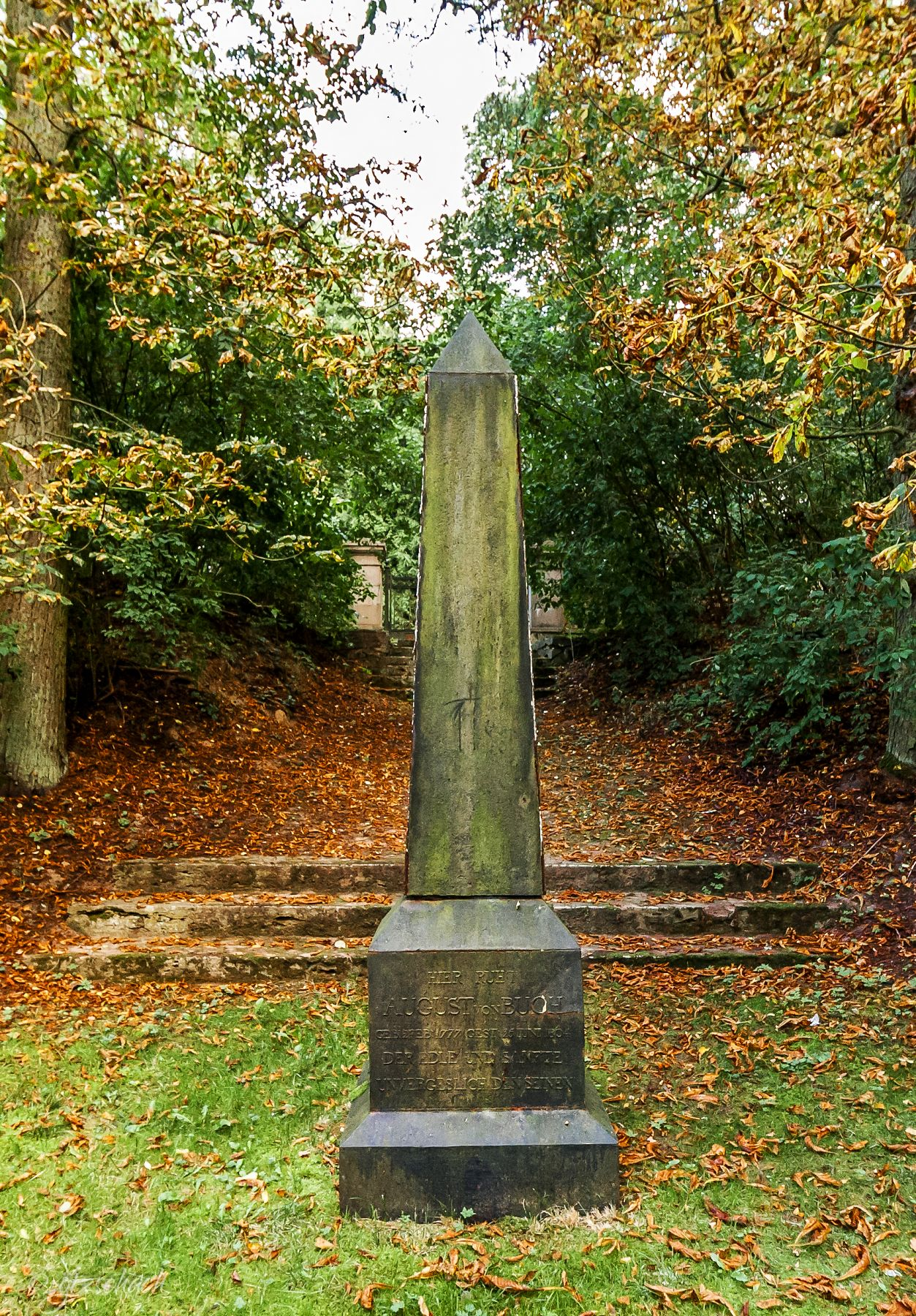
Erbbegräbnis der Familie von Buch in Stolpe

Christian Leopold von Buch (* 26. April 1774 in Stolpe; † 4. März 1853 in Berlin) war ein deutscher Geologe und Paläontologe. Er gilt als einer der bedeutendsten Vertreter seines Fachs im 19. Jahrhundert und wurde von Alexander von Humboldt der „größte Geognost unsers Zeitalters“ genannt. Sein offizielles botanisches Autorenkürzel lautet „Buch“.

## Herkunft
Von Buch entstammt der brandenburgischen Uradelsfamilie von Buch, die nördlich von Berlin und in der Uckermark begütert war. Seine Eltern waren der preußische Gesandte Adolf Friedrich von Buch (1733–1811) und dessen Ehefrau Charlotte Philippine Juliane, geborene von Arnim-Suckow (1746–1810).

## Leben und Wirken
Er studierte gemeinsam mit Alexander von Humboldt an der Bergakademie Freiberg bei Abraham Gottlob Werner, dem Begründer der Geognosie in Deutschland, sowie an den Universitäten in Halle und Göttingen. Als Werners Schüler war er anfänglich ein Anhänger des Neptunismus, änderte jedoch später seine Ansicht und wechselte zum Plutonismus über. Von Buch bereiste weite Teile Europas und gilt als einer der ersten geologischen Feldforscher.
Das Hauptaugenmerk seiner breit angelegten geologischen Studien galt zunächst dem Phänomen des Vulkanismus, später wandte er sich der Fossilienforschung zu. Er prägte den Begriff Leitfossil und gilt als einer der Begründer der Stratigraphie. Als eine seiner bedeutendsten Leistungen gilt seine 1839 in Buchform veröffentlichte wissenschaftliche Definition des Gesteinssystems des Jura. Er führte 1822 den Begriff des Keupers (Obere Trias) in den wissenschaftlichen Sprachgebrauch ein, verwendete ihn jedoch noch als Name für ein Gestein, das er dem Buntsandstein (Untere Trias) zuordnete. 1826 veröffentlichte er die erste vollständige geologische Karte von Deutschland (hatte aber in Christian Keferstein einen Vorläufer). 1828 referierte er über ringförmige anorganische Erscheinungen auf Fossilien und sonstigen Kalkuntergründen, die heute unter dem Namen Buch’sche Kieselringe bekannt sind.
Nachdem er 1798 den Vesuv und 1802 die Auvergne besucht hatte, fand er die neptunistischen Theorien des Vulkanismus (etwa als Umschmelzen durch brennende Kohle im Untergrund) widerlegt. Ein Beweis war, dass in der Auvergne der Basalt direkt auf dem Granit-Grundgebirge lag, so dass von Buch in der Folge Basalt als geschmolzenen Granit auffasste. Seine geologische Beschreibung des Tals der Caldera de Taburiente auf der Kanareninsel La Palma führte den Begriff Caldera als vulkanischen Einsturzkrater in die Erdwissenschaften ein (später stellte sich jedoch heraus, dass diese Typlokalität keine Caldera im eigentlichen Sinne ist). 1814 besichtigte er Lanzarote und erkannte, dass die meisten der dortigen Vulkanausbrüche aus der Zeit von 1730 bis etwa 1736 aus einer einzigen langen Erdspalte kamen, die heute auf mindestens 14 km geschätzt wird. Über seine Beobachtungen auf Lanzarote und daraus abgeleitete Annahmen zum Vulkanismus berichtete er 1819 in einer Vorlesung vor der Preußischen Akademie der Wissenschaften und in einer Übersichtsarbeit von 1825.
1821 veröffentlichte er seine Theorie der Vulkane als Erhebungskrater. Danach sind sie durch unterirdischen Druck des Magmas entstanden, was zu Aufwölbung führte, manchmal auch zu Caldera-Bildung. Anfangs ließ er noch eine zweite Art von Vulkanen gelten, die Aufschüttungskrater, ab 1835 meinte er aber, alle Vulkane seien Erhebungskrater, was zu einer wissenschaftlichen Kontroverse führte. Elie de Beaumont stand auf Seiten von Buch, Friedrich Hoffmann, Constant Prévost und Charles Lyell waren dagegen. Buch reiste 1834 nochmals nach Italien, wo er seine (heute überholte) Theorie bestätigt fand.
Er war Mitglied der Berliner Akademie der Wissenschaften.
Im Dezember 1848 begründete Leopold von Buch als Erster Vorsitzender die Deutsche Geologische Gesellschaft, zusammen mit Rudolf von Carnall und Carl Karsten als stellvertretender Vorsitzender, den Schriftführern Heinrich Ernst Beyrich, Julius Ewald, Heinrich Girard und Gustav Rose, dem Schatzmeister Friedrich Tamnau, dem Archivar Carl Rammelsberg und weiteren 40 Teilnehmern der konstituierenden Sitzung.
Von Buch verstarb am 4. März 1853 im Alter von 78 Jahren in Berlin. Er wurde auf dem Erbbegräbnis der Familie von Buch im ehemaligen Stolper Park beigesetzt. Die Grabstätte der Familie von Buch befindet sich heute im Eigentum der Deutschen Geologischen Gesellschaft – Geologische Vereinigung (DGGV), die die Erhaltung der Grabstätte durch Spenden finanziert.

## Ehrungen und Auszeichnungen

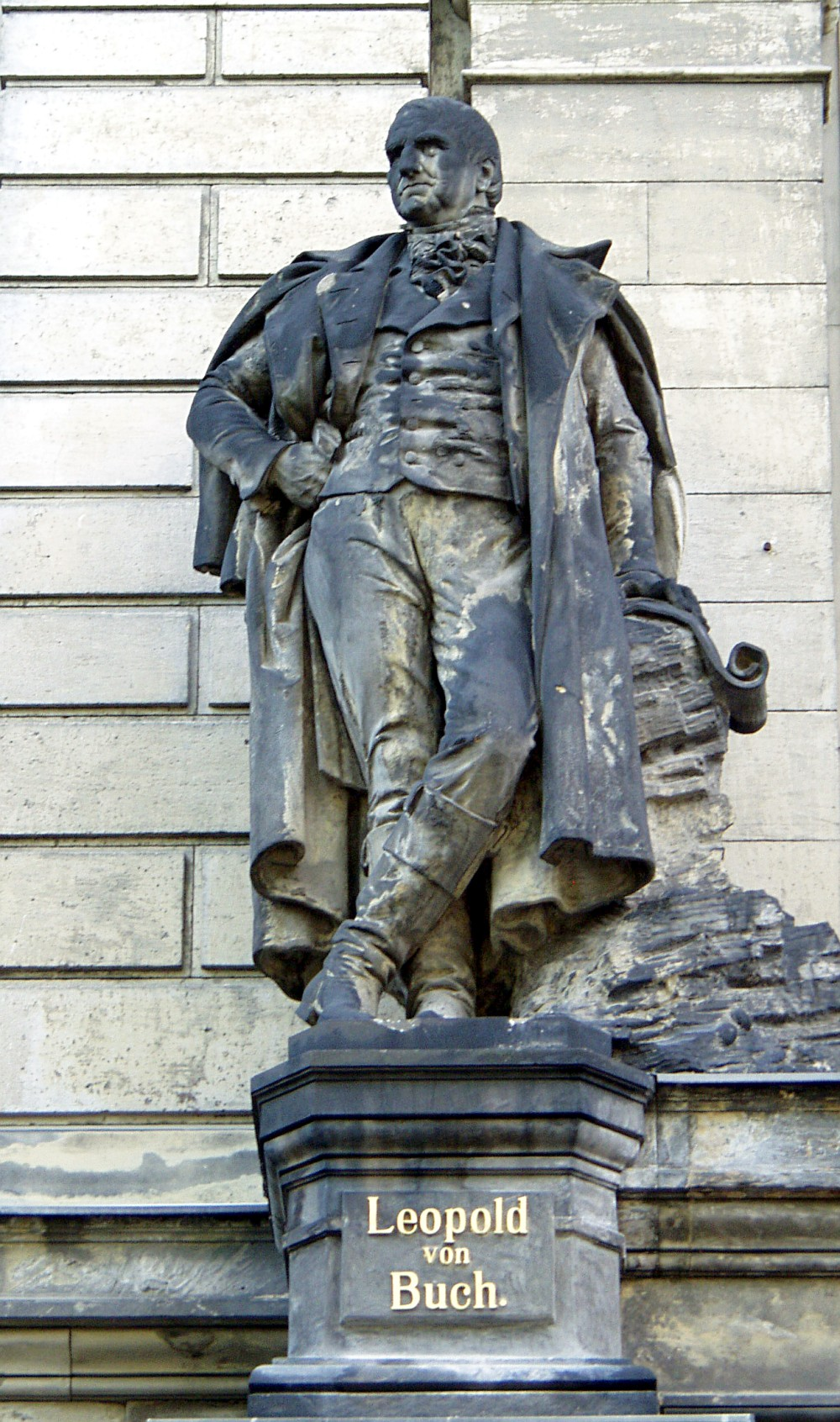
Standbild des Leopold von Buch über dem Eingangsbereich des Museums für Naturkunde in Berlin. Bildhauer: Richard Ohmann

- Im Jahr 1808 wurde er zum korrespondierenden und im Jahr 1820 zum auswärtigen Mitglied der Bayerischen Akademie der Wissenschaften gewählt.[8]
- 1815 wurde er als korrespondierendes Mitglied in die Académie des sciences aufgenommen („associé étranger“ seit 1840).[9]
- Im Jahr 1818 wurde er zum Mitglied der Gelehrtengesellschaft Leopoldina gewählt.[10]
- 1820 Wahl zum Fellow der Royal Society of Edinburgh.[11]
- 1832 Wahl zum Ehrenmitglied der Russischen Akademie der Wissenschaften in Sankt Petersburg.[12]
- 1835 wurde er zum auswärtigen Mitglied der Göttinger Akademie der Wissenschaften gewählt.[13]
- Am 31. Mai 1842 erhielt von Buch gemeinsam mit anderen den erstmals verliehenen Orden Pour le Mérite für Wissenschaften und Künste.
- 1842 wurde er mit der Wollaston Medal der Geological Society of London ausgezeichnet.
- 1843 wurde er zum korrespondierenden Mitglied der Académie royale de Bruxelles gewählt; seit Dezember 1845 war er assoziiertes Mitglied.[14]
- 1849 wurde Buch in die American Academy of Arts and Sciences gewählt.
- 1850 wurde er zum Ehrenmitglied des Nassauischen Vereins für Naturkunde ernannt.
- Er erhielt 1905 eine Göttinger Gedenktafel, die 1953 erneuert wurde.
- Die Leopold-von-Buch-Plakette der Deutschen Geologischen Gesellschaft ist ihm zu Ehren benannt.

Zum Gedenken an seine Verdienste beim Verständnis von Vulkankratern wurde der Buch-Krater auf dem Mond nach ihm benannt. Ein InterCityExpress und mehrere Straßen tragen seinen Namen. Auch im Artepitheton verschiedener Pflanzenarten, beispielsweise Lavandula buchii von den Kanarischen Inseln, wurde er geehrt. Im Pechgraben bei Großraming befindet sich das Leopold-von-Buch-Denkmal, eine Ansammlung mehrerer erratischer Granitblöcke, deren größter eine Widmung aus dem Jahr 1856 zu Ehren von Leopold von Buch trägt. Ihm zu Ehren wurde ein Gestein, welches durch Pyrometamorphose oder Verbrennungsmetamorphose entstanden ist und mehr als 20 % Glas enthält, Buchit genannt.

## Schriften (Auswahl)
- Ueber das Fortschreiten der Bildungen in der Natur. Antrittsrede in der Königl. Akademie der Wissenschaften zu Berlin, gehalten am 17. April 1806, in: Gesammelte Schriften Bd. 2, Berlin 1870, S. 4–12.
- Reise durch Norwegen und Lappland. 1810 (Digitalisat)
- Über die Ursachen der Verbreitung großer Alpengeschiebe. Abhandlungen der physikalische Klasse der Königlichen Akademie der Wissenschaften zu Berlin. 161–186, Berlin 1815.
- Ueber die Zusammensetzung der basaltischen Inseln und über Erhebungs-Cratere. 1820 (Digitalisat)
- Ueber einen vulcanischen Ausbruch auf der Insel Lanzarote. 1820 (Digitalisat)
- Ueber den Pic von Teneriffa. 1820 (Digitalisat)
- Einige Bemerkungen über das Klima der canarischen Inseln. 1821 (Digitalisat)
- Physicalische Beschreibung der Canarischen Inseln. 1825 (Digitalisat)
- Über den Jura in Deutschland. 1839.
- Über Terebratula Mentzelii im Tarnowitzer Muschelkalke. In: Neues Jahrbuch für Mineralogie, Geognosie, Geologie und Petrefakten-Kunde. Jahrgang 1843, Stuttgart 1843, S. 253–256, Tafel II.
- Über Ceratiten. In: Abhandlungen der Königlich Preussischen Akademie der Wissenschaften zu Berlin, physikalische Klasse, S. 1–43, Taf. 1–7, Berlin 1850.
- Ueber einige Riesenthiere der Vorwelt (1850). In: Gesammelte Schriften Bd. 4, Berlin 1885, S. 924–931.

## Briefe
- Leopold von Buch’s Briefe an D. L. G. Karsten. Zu seinem 150. Geburtstage herausgegeben von Julius Schuster und Robert Bloch. Berlin 1924.
- Leopold von Buch: Sieben unveröffentlichte Briefe an Carl Naumann. In: Geologie, 1953, Jg. 2, Nr. 2, S. 104–114, (ergänzend Der Gelehrtenkreis um Leopold von Buch, zusammengestellt von Ernst Naumann, S. 115–117).
- Thomas Schmuck: Missglückte Begegnung. Der kurze Briefwechsel zwischen Leopold von Buch und Goethe. In: HiN, Internationale Zeitschrift für Humboldt-Studien Bd. XIX, 36, 2018, S. 92–103 (PDF).

## Erinnerungen und Gedächtnisreden
- Rudolf von Carnall: Leopold von Buch. Gedaechtniss-Rede, gehalten am 6. April 1853 in der Versammlung der deutschen Geologischen Gesellschaft von dem stellvertretenden Vorsitzenden, mit einem Bildnis des Verewigten. Berlin (gedruckt für die Mitglieder der Gesellschaft) 11 S.
- Wilhelm von Haidinger: Zur Erinnerung an Leopold von Buch.. In: Jahrbuch der kais. kön. geologischen Reichs-Anstalt, Wien, 4. Jg. 1853, S. 207–220 (Digitalisat).
- J. Ewald: Leopold von Buch’s Leben und Wirken bis zum Jahre 1806. In: Leopold von Buch, Werke, Bd. 1, Berlin 1867, S. 5–48.